# Studio Franken
Das Studio Franken (bis 1990: Studio Nürnberg) ist ein Regionalstudio der ARD. Es ist auf Redaktions-, Technik- und Verwaltungsebene trimedial ausgerichtet und wird vom Bayerischen Rundfunk betrieben.

## Geschichte

### Start im August 1924
Das Zeitalter des Rundfunks in Franken begann am 2. August 1924 mit einer Art „Zwischensender“ als Sendestation für das Münchner Hörfunkprogramm, das als „Deutsche Stunde in Bayern“ am 30. März 1924 den Mittelwelle-Sendebetrieb in München aufgenommen hatte. Ab 1925 produzierte das Nürnberger Studio in seinen Senderäumen in der Keßlerstraße eigene Sendungen, einige Stunden pro Woche, Live-Musiksendungen und Wortbeiträge. Sie wurden in das gesamtbayerische Programm über die Sendeanlage der Oberpostdirektion Nürnberg eingespeist. 1931 bezog der Sender sein Studio in der Allersberger Straße, wo er bis 1948 blieb.

### Radio Nürnberg in der NS-Zeit
Ab 1933 brachten die Nationalsozialisten den Rundfunk in Deutschland in ihre Gewalt. Sie suspendierten den Nürnberger Studioleiter Alfred Graf und ersetzten ihn durch Wilhelm Paulus. Die Radiostation Nürnberg produzierte von da an nur noch Musikbeiträge. Ab 1939 mussten alle Nebensender im Deutschen Reich ihren Produktionsbetrieb weitgehend einstellen, es wurde nur noch ein Einheitsprogramm ausgestrahlt. Für Reichsparteitage der NSDAP stellte der „Nebensender Nürnberg“ die Technik zur Verfügung.

### Neuanfang 1945
Am 17. April 1945 stellte Nürnberg seinen Sendebetrieb ein und ging am 22. November 1945 unter amerikanischer Militäraufsicht als Nebenstation von „Radio München“ wieder „on Air“. Im Fokus standen zunächst die „Nürnberger Prozesse“, die von dem Journalisten Fritz Mellinger kommentiert wurden. Mellinger wurde mit dem offiziellen Betriebsbeginn des Nürnberger Senders am 1. Oktober 1948 der erste Leiter von Studio Nürnberg. Ein halbes Jahr zuvor war eine eigene Musikabteilung eingerichtet worden. Nürnberg strahlte zunächst hauptsächlich Musiksendungen aus. Im Jahr 1949 zog der Nürnberger Sender in ein parkähnliches Gelände in der Wallensteinstraße.

### Vorläufer von Bayern 2
Musik bleibt ab 1959 weiterhin Schwerpunkt von Studio Nürnberg. Ab 1950 strahlt Nürnberg ein zweites bayerisches Radioprogramm aus. Im Mittelpunkt der Radioprogramme stand in den 1950er-Jahren die Musik. Zunächst Unterhaltungsmusik, für die das Studio 1949 das Orchester Kurt Edelhagen engagierte. Hinzu kam die Zusammenarbeit mit dem Fränkischen Landesorchester, den heutigen „Nürnberger Symphonikern“. Eine von Europas ältesten Musiksendungen, das Musikalische Tafel-Confect ging am 2. November 1952 erstmals auf Sendung. Die Sendung bietet Musik vom Mittelalter bis zur Klassik bietet, garniert mit locker aufbereiteten Informationen. Um Bayern flächendeckend mit den Programmen des Bayerischen Rundfunks versorgen zu können, wurde am 28. Februar 1949 ein UKW-Sender in München-Freimann in Betrieb genommen, im Juli 1949 folgte Nürnberg als UKW-Standort. Charakteristisch für das neue Programm war sein höherer Unterhaltungsanteil mit Vorträgen, Hörspielen und Liveübertragungen. Aus dem UKW-Programm in Nürnberg entwickelte sich das eigenständige Bayern 2.

### Hörfunk und Fernsehen
1960 ermöglichte die technische Entwicklung eine Auseinanderschaltung des Programms. Der BR strahlte mit Bayern 2 und auch im Fernsehen ein separates Programm für Franken aus. In Nürnberg entsteht eine eigene Wort-Redaktion mit aktueller Berichterstattung in der Sendung „Vom Main bis zur Donau“. Hinzu kamen 1971 die Nachrichtensendung „Franken aktuell“ (heute „Mittags in Franken“) und seit 1977 für die Region Mainfranken die Sendung „Mittags in Mainfranken“. Seit Oktober wechselte der BR die Wellen der regionalen Hörfunkprogramme von Bayern 1 auf Bayern 2. Seit 1962 gibt es im Studio Nürnberg eine eigene Fernsehredaktion. Die Fernsehbeiträge mussten anfangs per Kurier nach München übermittelt werden. Seit 1978 bedient Nürnberg feste Sendeplätze im Rahmen des BR Fernsehens, unter anderem für die sonntäglich ausgestrahlte Frankenchronik (heute Frankenschau).

### Digitale und trimediale Zukunft
Im Mai 1990 wurde das „Studio Nürnberg“ in „Studio Franken“ umbenannt. Am 2. Mai 1994 ging die regionale Fernsehsendung „Bayern Live – der Norden“ (heute Frankenschau aktuell) auf Sendung.
Mitte der 90er Jahre begann das Studio Franken mit digitalem Fernsehen und Radio sowie einem eigenen Online-Angebot. Hierfür nahm am 17. Dezember 1992 das neue Nürnberger Fernsehstudio den Betrieb auf Digital umgestellt. Seit dem Umbau sind im Studio Franken Dolby-Surround-Aufnahmen möglich, die Beiträge werden am Computer aufgenommen und bearbeitet, anschließend als Audiodateien auf einem Server gespeichert und archiviert und können so jederzeit und an jedem PC mit entsprechendem Zugang recherchiert, angehört und neu geschnitten werden. 2014 feierte Studio Franken, in dem der Bayerische Rundfunk trimediale Strukturen installiert hat, sein 65-jähriges Bestehen. Im Studio arbeiten 138 fest angestellte Mitarbeiter. Sie werden von einer Vielzahl freier Mitarbeiter unterstützt. Mit 55416 Sendeminuten im Hörfunk erbrachte das Studio Franken 2014 circa 8 % des gesamten Ausstrahlungsvolumens im Hörfunk des Bayerischen Rundfunks. Im BR Fernsehen leistete das Studio Nürnberg 2014 mit 14142 Sendeminuten rund 3 % des Sendevolumens des BR Fernsehens. Die Leitung liegt seit Oktober 2024 bei Anja Miller.

## Standorte

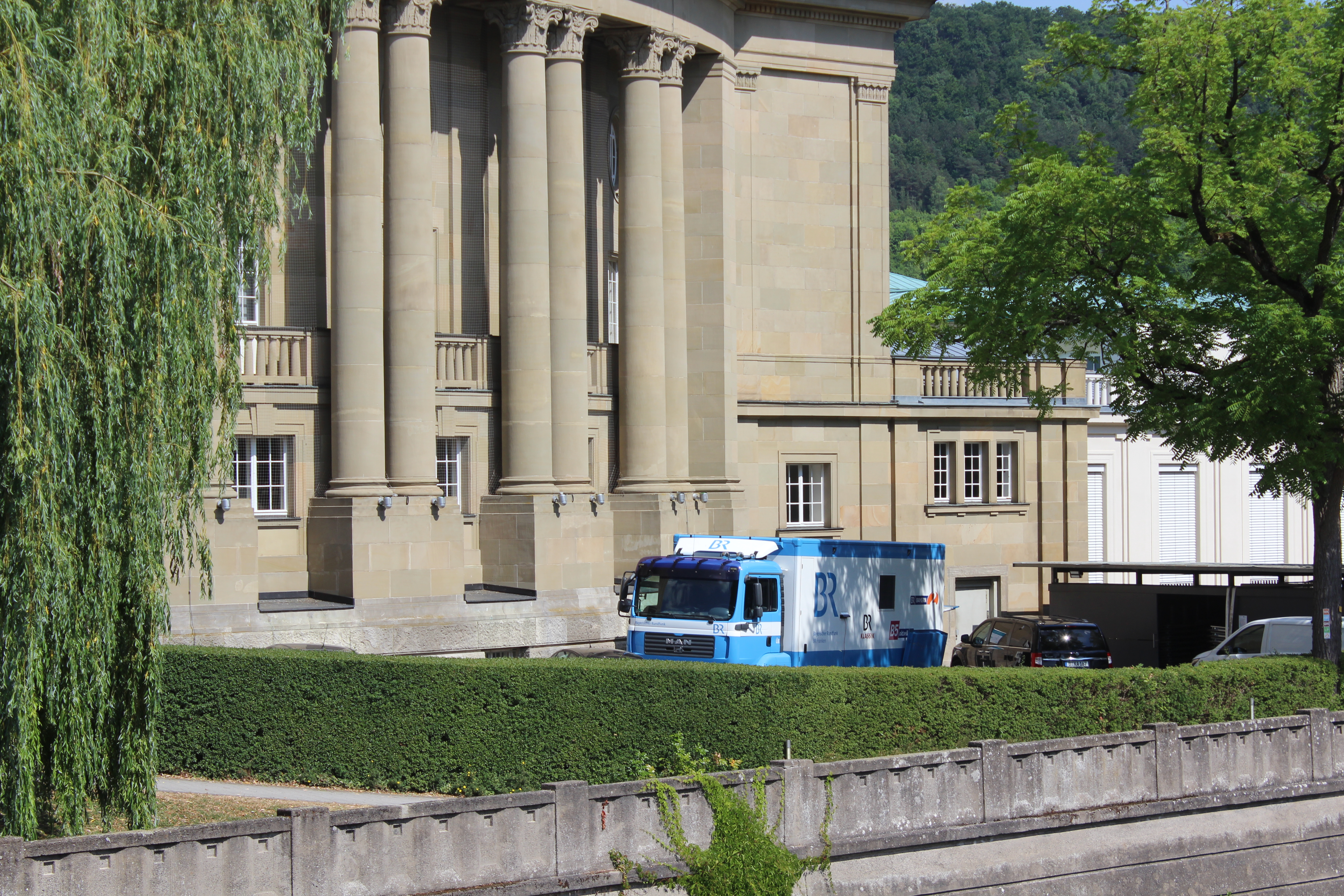
Übertragungswagen des Studios Franken in Bad Kissingen

Hauptstandort mit Fernseh- und Hörfunkstudio ist Nürnberg. Regionalstudios unterhält der Bayerische Rundfunk an insgesamt acht Standorten in Franken. In Oberfranken das seit 2015 trimedial ausgerichtete Studio in Bayreuth. Zudem bestehen in Oberfranken Studios in Hof, Coburg und Bamberg. In Mittelfranken betreibt der BR neben dem zentralen Studio in Nürnberg ein Studio in Ansbach. In Unterfranken ist Studio Franken mit dem Regionalstudio Mainfranken in Würzburg präsent sowie mit Büros in Aschaffenburg und Schweinfurt.

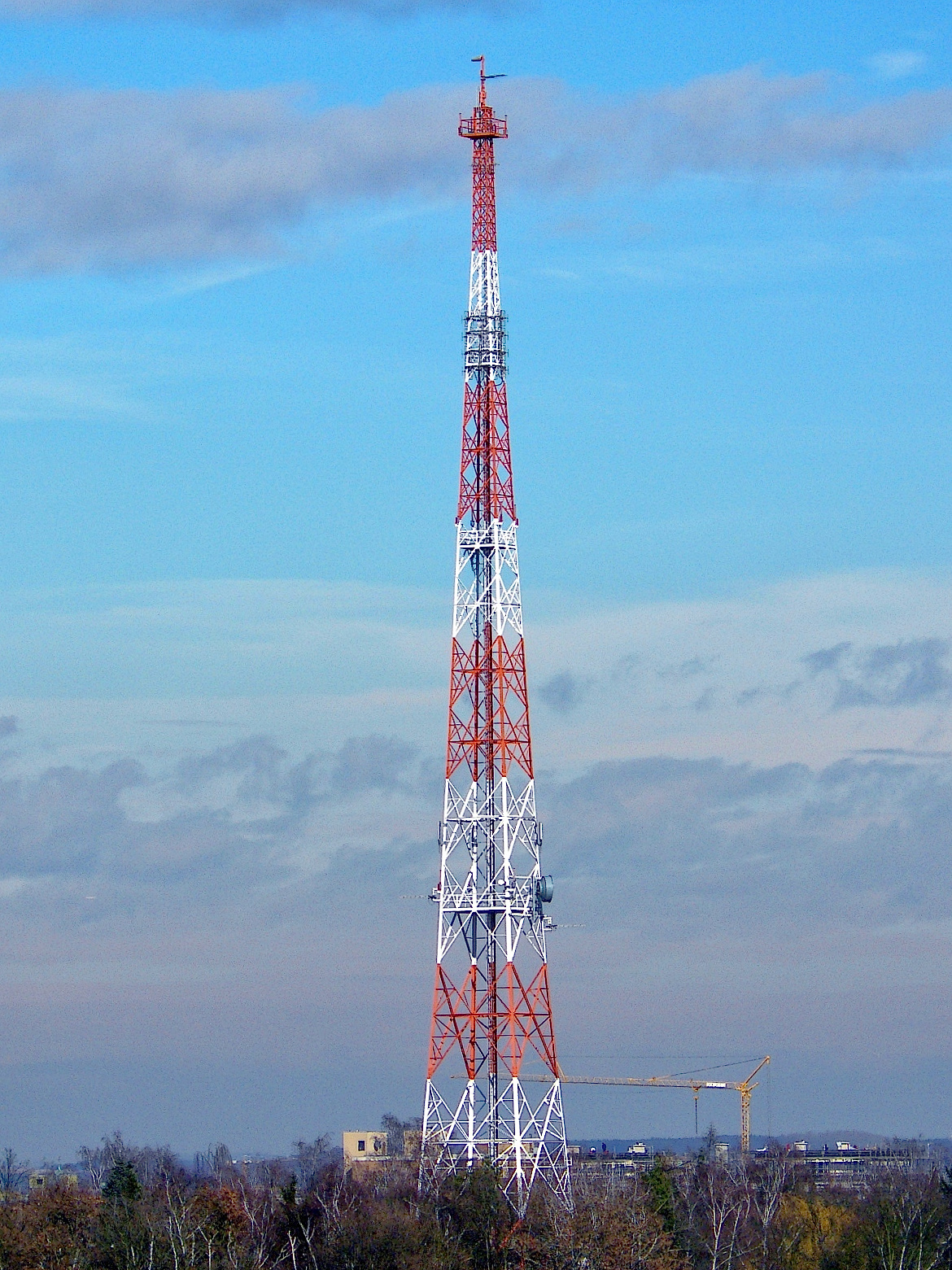
Sendeturm an der Wallensteinstraße

Am Standort Nürnberg befindet sich ein 108 Meter hoher Sendeturm in Stahlfachwerkbauweise, dieser dient nicht der direkten Ausstrahlung von Programmen, sondern der Programmzuspielung. Auf dem Gelände des Studio Franken in Nürnberg befindet sich außerdem ein weitläufiger Studiopark mit eigenem „Fernsehgärtla“, indem in den Sommermonaten, wenn die Frankenschau aktuell Pause macht, u. a. die Abendschau produziert wird und in der Schule für Rundfunktechnik die am 1. Januar 2007 gegründete ARD.ZDF medienakademie. Im Sommer veranstaltet das Studio Franken einen Tag der offenen Tür, die „Sommer im Park“ genannte Veranstaltung findet in der Bevölkerung großen Zuspruch.
Die Sender Ochsenkopf und Dillberg haben jeweils zwei Frequenzen, wobei jeweils eine Frequenz von Bayern 1 und Bayern 2 dem Studio Franken (beim Dillberg 88,9 MHz und 92,3 MHz; beim Ochsenkopf die 90,7 MHz und die 96,0 MHz), die andere dem Studio Ostbayern mit Sitz in Regensburg gehört. Die Frequenzen des Dillberg sowie des Ochsenkopf reichen sehr weit auch in andere bayerische Landesteile, sodass die jeweiligen Regionalstudios auch außerhalb der eigentlichen Region gehört werden können.

## Sendungen
Das Studio Franken betreut eigenständig in Hörfunk und Fernsehen insgesamt 16 Sendeleisten, von „Asül für Alle“ über die „Frankenschau“, den „Heimatspiegel“ in BR Heimat, über die populäre sonntägliche Sendung „Tafel-Confect“ bis hin zur Sendung „Zeit für Bayern“. Ausgestrahlt werden sie teils regional in Franken, teils auf den bayernweiten Wellen des BR Fernsehens und den Hörfunkwellen des Bayerischen Rundfunks.

### Fernsehsendungen
Regelmäßige Sendungen im BR Fernsehen aus dem Studio Franken sind:
- Frankenschau – jeweils sonntags von 18:05 Uhr bis 18:45 Uhr
- Frankenschau aktuell – jeweils Montag bis Freitag von 17:30 Uhr bis 18:00 Uhr
- Kabarett aus Franken – jeweils donnerstags, einmal im Monat, von 21:00 Uhr bis 21:45 Uhr

### Hörfunksendungen
Regelmäßig kommen aus dem Studio Franken unter anderem die Hörfunksendungen Heimatspiegel (BR Heimat), das Mittagsmagazin Mittags in Franken (Bayern 1) und die Volksmusik (BR Heimat) sowie Auftakt und Tafel-Confect (BR-Klassik). Tagsüber wird zu jeder halben und vollen Stunde auf Bayern 1 kurz in die Regionen geschaltet. Aus dem Studio Franken werden die Regionalnachrichten für Franken (Ober- und Mittelfranken), aus dem Würzburger Regionalstudio Mainfranken die Regionalnachrichten für Mainfranken (Unterfranken) gesendet.
Seit dem 2. Februar 2015 sendet das Digitalradio BR Schlager 24 Stunden aus dem Studio Franken und ist damit das erste 24-Stunden-Programm des BR aus dem Regionalstudio, das bayernweit zu hören ist.

## Sendeanlagen am Standort
Auf dem Gelände des Studios befindet sich ein Mast mit einer Sendeanlage für ein regionales DAB-Digitalradiobouquet. Der hierüber ausgestrahlte Regionalmux für Nürnberg auf 10C wurde Mitte September 2014 zum höheren Fernmeldeturm Nürnberg verlegt.